# Aday (Páramo)
Aday (llamada oficialmente Santa Mariña de Adai) es una parroquia y una aldea española del municipio de Páramo, en la provincia de Lugo, Galicia.

## Organización territorial
La parroquia está formada por seis entidades de población:

### Entidades de población
Entidades de población que forman parte de la parroquia:
- Adai
- Cendoi
- Laxe (A Laxe)
- Reboreda
- Veleigán (Beleigán)

### Despoblado
Despoblado que forma parte de la parroquia:
- Santa Mariña

## Demografía

### Parroquia
| Gráfica de evolución demográfica de Aday (parroquia) entre 2000 y 2020 |
|                                                                        |
| Datos según el nomenclátor publicado por el INE.                       |

### Aldea
| Gráfica de evolución demográfica de Adai (aldea) entre 2000 y 2020 |
|                                                                    |
| Datos según el nomenclátor publicado por el INE.                   |